# Commission Dubin
La commission Dubin, officiellement Commission d'enquête sur le recours aux drogues et aux substances interdites pour améliorer les performances athlétiques, est une commission menée par Charles Dubin (en), étudiant le phénomène du dopage sportif au Canada après le scandale de l'affaire Ben Johnson aux Jeux olympiques d'été de 1988.

## Historique

### Contexte
Aux Jeux olympiques d'été de 1988, le sprinteur Ben Johnson remporte la médaille d'or au 100 mètres en battant le record du monde.
Il est cependant rapidement sanctionné et perd sa médaille d'or en raison d'un test antidopage positif. Johnson rentre au Canada en niant fermement avoir pris des produits dopants ; de son côté, son entraîneur Charlie Francis argumente que tout le monde se dope.

### Création de la commission d'enquête
À la suite du scandale, le gouvernement de Brian Mulroney crée la Commission d'enquête sur le recours aux drogues et aux substances interdites pour améliorer les performances athlétiques. Cette commission est dirigée par Charles Dubin, juge en chef de la Cour d'appel de l'Ontario. Hugh Fraser, juge et ancien sprinteur, fait aussi partie de la commission d'enquête.

### Témoignages

#### Sportifs dopés
En 1989, Ben Johnson, Charlie Francis, Jamie Astaphan et 116 autres personnes sont auditionnées par la commission.
Lors de sa comparution le 12 juin 1989, Johnson reconnaît prendre des stéroïdes depuis huit ans par l'initiative de son entraîneur.

#### Études scientifiques
Les études scientifiques utilisées par la commission Dubin concluent toutes que l'usage modéré de stéroïdes anabolisants administrés sous surveillance médicale n'a pas ou peu d'effets secondaires nocifs de longue durée, contredisant l'argument répandu de la dangerosité des substances utilisé pour justifier la lutte contre le dopage.

### Verdict
En juin 1990, Dubin dénonce l'insuffisance des procédures de dépistage au niveau fédéral et au niveau des associations sportives.
La commission dénonce un large un réseau de relations à ce sujet, avec des médecins américains et canadiens qui collaborent pour se fournir les médicaments nécessaires ou exploiter des failles juridiques, comme le fait que les bêtabloquants n'étaient pas interdits aux Jeux olympiques de 1984. Les entraîneurs, médecins et sportifs sont souvent tous les trois impliqués dans le dopage.
Le juge Charles Dubin statue que Johnson n'a pas été victime de sabotage ; la commission Dubin pousse le Canada à revoir ses règles antidopage.

## Conséquences
Dix mois après le verdict, le Canada révise ses politiques antidopage et crée l'Organisme antidopage canadien, indépendant des fédérations. Cela fait du Canada un des pays les plus avancés de la lutte contre le dopage.
La commission révèle une large affaire de dopage dans l'athlétisme canadien. Ce dopage est systémique, et Robert Armstrong, conseiller de la commission Dubin, déplore que les luttes antidopage continuent à se concentrer sur les athlètes individuels reconnus positifs plutôt que sur leurs entraîneurs et médecins.